# Nodo de Virchow
O linfonodo de Virchow é um gânglio linfático de tamanho aumentado  na região supra-clavicular esquerda. Quando encontrado diz-se que há o Sinal de Troisier.
Leva seu nome de Rudolf Virchow (1821-1902), patologista que primeiro o estudou/identificou.
Sugere normalmente processo maligno abdominal (p.ex. estômago, vesícula biliar, pâncreas, rins, testículos, ovários ou próstata). 
Uma linfadenopatia supra-clavicular direita, por sua vez, sugere uma neoplasia do mediastino, pulmão, esôfago e linfoma de Hodkins

## Significado clínico
O câncer de estômago por exemplo pode permanecer assintomático enquanto sofre metástase. Um dos primeiros sinais visíveis dessa metástase é o nódulo supraclavicular esquerdo.
Isso ocorre pelo refluxo linfático (um fenômeno comum) do ducto torácico, responsável pela drenagem linfática abdominal, para os linfonodos supraclaviculares.O nódulo visível esquerdo é o clássico nódulo de Virchow.
Diagnóstico diferencial inclui linfoma, tumores intra-abdominais malignos, câncer de pulmão e infecções.